# Amin Maalouf
Amin Maalouf, född 25 februari 1949 i Libanon, är en libanesisk författare. Han skriver på franska och har varit bosatt i Paris sedan 1976. 
Efter studier i ekonomi och sociologi arbetade Maalouf i många år som utrikeskorrespondent med uppdrag i över 60 olika länder. Före detta chefredaktör på två ansedda tidskrifter, An-nahar International och Jeune Afrique, ägnar han sig idag på heltid åt sitt författarskap. Han fick sitt genombrott som författare med Korstågen enligt araberna. Boken utgavs först 1983 och har redan översatts till ett tjugotal språk. Amin Maaloufs författarskap har sedan dess utökats med fem romaner. För Tanios Klippan (1993) tilldelades han det högsta litterära priset i Frankrike samma år; Goncourtpriset. Utöver historiska romaner har han även skrivit framtidsskildringen le Premier siècle après Béatrice, utgiven 1992.

## Verk översatta till svenska
- Leo Afrikanen, 1991 (Leon l'Africain)
- Korstågen enligt araberna, 1991 (Les croisades vues par les arabes)
- Samarkand, 1993 (Samarcande)